# Schach
Schach – miesięcznik szachowy wydawany od 1947 r. w Berlinie Wschodnim. Był organem federacji szachowej NRD. Do 1950 roku nosił tytuł "Schach Express".